# Déjame entrar (álbum)
Déjame entrar es el título del décimo álbum de estudio grabado por el cantautor colombiano Carlos Vives. Fue lanzado al mercado el 6 de noviembre de 2001.

## Antecedentes y lanzamiento
El álbum Déjame entrar fue producido en Miami, Florida, EE. UU. por el compositor y productor musical cubano-estadounidense Emilio Estefan, Jr. y coproducido por el compositor y productor musical argentino-estadounidense Sebastián Krys, Andrés Castro y por el propio artista.

Este álbum ganó el Premio Grammy al Mejor Álbum Latino Tradicional Tropical en los 44°. entrega de los Premios Grammy celebrada el miércoles 27 de febrero de 2002, y un Grammy Latino como "Mejor Álbum Tropical Contemporáneo" y "Mejor Canción" en la 3°. entrega de los Premios Grammy Latinos celebrada el miércoles 18 de septiembre de 2002.

## Lista de canciones
Todas las canciones escritas y compuestas por Carlos Vives. 
| Déjame entrar |                               |                                                   |          |  |
| N.º           | Título                        | Escritor(es)                                      | Duración |  |
| 1.            | «Déjame entrar»               | Martín Madera · Carlos Vives · Andrés Castro      | 4:01     |  |
| 2.            | «Carito»                      | Egidio Cuadrado · Carlos Vives                    | 3:38     |  |
| 3.            | «Amor latino»                 | Martín Madera · Carlos Vives                      | 4:10     |  |
| 4.            | «Luna nueva»                  | Martín Madera · Carlos Vives                      | 3:36     |  |
| 5.            | «Papadió»                     | Carlos Vives · Andrés Castro · Carlos Iván Medina | 3:27     |  |
| 6.            | «Quiero verte sonreír»        | Carlos Huertas · Carlos Vives · Andrés Castro     | 3:18     |  |
| 7.            | «A las doce menos diez»       | Carlos Vives                                      | 4:01     |  |
| 8.            | «María Teresa»                | Carlos Vives · Andrés Castro · Emilio Estefan     | 3:36     |  |
| 9.            | «Décimas»                     | Martín Madera · Carlos Vives                      | 3:33     |  |
| 10.           | «Santa elegía»                | Carlos Vives                                      | 3:52     |  |
| 11.           | «Déjame entrar» (Bonus track) | Martín Madera · Carlos Vives                      | 3:57     |  |
| 41:04         |                               |                                                   |          |  |

## Créditos
- Voz: Carlos Vives
- Acordeón: Egidio Cuadrado
- Guitarras Eléctricas, Guitarras Acústicas, Charango: Andrés Castro
- Bajo, Contrabajo: Luis Ángel Pastor
- Batería: Pablo Bernal
- Gaita, Maracas, Guache: Mayte Montero
- Teclados, Órgano, Piano: Carlos Iván Medina
- Alegre, Llamador: Shango Dely
- Caja, Tambora: Alfredo Rosado
- Guacharaca: Eder Polo
- Coros: Carlos Vives, Carlos Huertas Larios, Carlos Iván Medina, Andrés Castro, Einar Escaf, Martín Madera, Egidio Cuadrado, Sebastián Krys
- Músicos Invitados: Francisco Hechaverria Piano En "Amor latino" y "María Teresa"

## Créditos técnicos
- Producción: Emilio Estefan, Jr., Sebastián Krys
- Producción Ejecutiva: Manuel Riveira
- Coproducción: Carlos Vives, Andrés Castro
- Concepto: Gaira Música Local
- Arreglos: Carlos Vives, Andrés Castro
- Arreglos adicionales: Sebastián Krys, Luis Ángel Pastor, Mayte Montero
- Ingenieros de Grabación: Sebastián Krys, Mike Couzzi, Ron Taylor, John Thomas, Scott Canto
- Mezcla: Javier Garza (Déjame entrar, Carito, Amor latino, Luna nueva, A las doce menos diez, Décimas, Déjame entrar Bonus track) 
 Sebastián Krys (Papadió, Quiero verte sonreír, Santa elegía) 
 Eric Schilling (María Teresa)
- Masterización:Bob Ludwig.[5][6]

## Certificaciones y ventas
| País           | Organismo Certificador | Certificación | Ventas  | Ref.  |
| -------------- | ---------------------- | ------------- | ------- | ----- |
| España         | PROMUSICAE             | Oro           | 50.000  | [ 7 ] |
| Estados Unidos | RIAA                   | Platino doble | 200.000 | [ 8 ] |

### Sucesión y posicionamiento
| Predecesor: Te voy a enamorar de Los Ángeles de Charly | U.S. Billboard Top Latin Albums — Álbum N°. 1 1 de diciembre de 2001 - 7 de diciembre de 2001 | Sucesor: Libre de Marc Anthony |

| Predecesor: 8 de Gisselle | U.S. Billboard Tropical Albums — Álbum N°. 1 24 de noviembre de 2001 - 7 de diciembre de 2001 | Sucesor: Libre de Marc Anthony |